# 화재보험
화재로 인하여 생길 손해의 보상을 목적으로 하는 손해보험계약을 화재보험계약이라 한다. 보험사고는 화재이나 상법은 화재를 정의하지 아니하므로 사회통념상 화재라 인정할 수 있는 화력에 의한 연소작용으로 생긴 재해(災害)라고 규정하면 된다. 화재보험자는 화재의 원인을 불문하고 손해를 보상할 책임이 있는데(683조) 이것을 위험보편(危險普遍)의 원칙이라 한다. 그러나 화재로 인한 손해라도 법정면책사유, 예컨대 보험계약자나 피보험자의 고의 또는 중대한 과실(659조), 전쟁의 위험(660조), 보험목적의 성질·하자·자연소모(678조) 등으로 인한 손해와 특약(特約)으로 제외하는 손해에 대하여서는 보험자는 보상할 책임을 지지 아니한다. 화재보험으로 보상되는 손해의 범위는 화재와의 사이에 상당 인과관계(相當因果關係)가 있는 것, 즉 직접적이고 물질적인 것에 제한되나 손해감소를 장려하는 공직적 이유 때문에 소방(消防)과 손해감소 조치로 인한 손해는 보험자가 이를 보상할 책임이 있다(684조).